# Barbus andrewi
Barbus andrewi là một loài các trong họ Cyprinidae.